# 扎戈里夫卡 (克羅列韋茨區)
51°31′26″N 33°30′19″E / 51.52389°N 33.50528°E
扎霍里夫卡（烏克蘭語：Загорівка）是位於烏克蘭東北部的村莊，由蘇梅州科諾托普區的克羅萊韋茨市鎮負責管轄。該村距離索洛馬希內1公里，海拔高度209米，2001年人口6。